# Festas dionisíacas

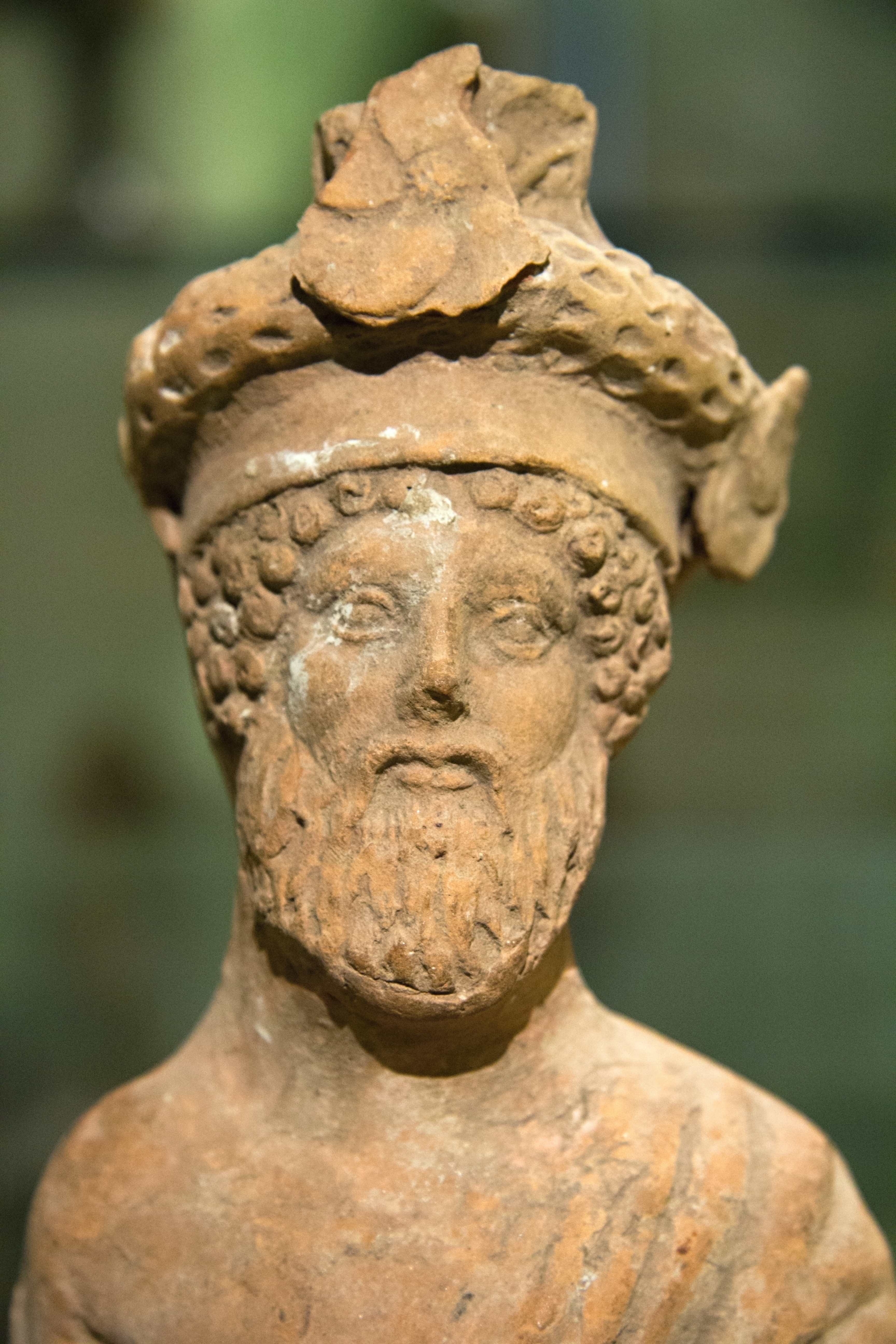
Deus Dioniso

As Festas Dionisíacas eram celebrações de caráter cívico-religioso, ou seja, conciliavam aspetos da política e da identidade de Atenas, servindo como fator de agregação da sociedade ateniense. Dentro de algumas dessas festas eram realizados concursos teatrais que, envolvendo competitividade e sociabilização, serviam para suavizar conflitos internos dentro da pólis.
Em Atenas, eram celebradas cinco festas em honra a Dioniso: as Leneias, as Antestérias, as Dionísias Urbanas, as Oscofórias e as Dionísias Rurais. As Leneias, que ocorriam no mês Gamélion (atual janeiro-fevereiro), consistiam em uma antiga festividade dos gregos da Jônia. Nessa festividade ocorriam um sacrifício, uma procissão e um concurso teatral. As Antestérias, que ocorriam no mês Anthesterión (atual fevereiro-março), demarcavam o início da primavera e seu nome provavelmente está relacionado ao florescimento (anthos). As Grandes Dionísias ou Dionísias Urbanas, que ocorriam no mês Elaphebolión (atual março-abril), eram a festa de maior prestígio no contexto das festas dionisíacas. As Oscofórias, o festival da colheita das uvas, ocorriam no mês Pyanopsion (na segunda quinzena de outubro), quando havia uma corrida de rapazes carregando ramos de parreira. As Dionísias Rurais, que aconteciam no mês Posídeon (atual dezembro-janeiro), eram realizadas provavelmente em 140 demos da Ática. Acredita-se que essa festa teve início como um cortejo fálico em direção a um culto que antecederia um sacrifício.
O deus que inspirava as festas, Dioniso, em Roma conhecido como Baco, era o deus do êxtase e do vinho, uma bebida na qual se acreditava dar inspiração aos homens para a poesia e a música e aliviar suas tensões cotidianas. Nas festas havia o consumo de vinho em quantidade. Inclusive, durante as Antestérias, os garotos acima de três anos consumiriam seu primeiro copo da bebida. Nestas festas as pessoas eram tomadas pelo êxtase dionisíaco em danças e tanto mulheres quanto escravos gozavam de maiores liberdades durante a festa, o que reafirma o fator agregador das festas em si para a pólis. Este momento representava uma transgressão para com diversas separações sociais.
Existem várias mitologias a respeito do nascimento de Dioniso. Uma delas aponta que ele tem como mãe Sêmele, filha de Cadmo, primeiro soberano de Tebas, e como pai Zeus. Hera, esposa de Zeus, querendo matar Sêmele, a amante de seu marido, disfarça-se como sua criada e sugere que esta peça a Zeus para mostrar-se a ela em sua forma divina. Sêmele pede a Zeus que se mostre em sua verdadeira forma e atendendo ao seu pedido Zeus se mostra como um raio. Em decorrência disso, o palácio da princesa, já grávida de seis meses, pega fogo matando-a. Zeus recolhe seu filho do útero de Sêmele e o costura em sua coxa, de onde ele só sairá totalmente formado.  Por esse motivo Dioniso ficou conhecido como o deus duas vezes nascido. Esse mito também evidencia o antagonismo entre Hera e Dioniso. Hera é a deusa do casamento, extremamente avessa às traições do marido e representante das tradições instituídas na pólis, já Dioniso representa a quebra das convenções e costumes, o que fica muito claro durante as festas dionisíacas.
Outro mito muito recorrente e que nos ajuda a entender a associação de Dioniso à vinha fala sobre as constantes perseguições de Hera ao jovem filho de Zeus. Por ordem de seu pai, Hermes o transformou momentaneamente em cabrito e o entregou aos cuidados das ninfas Mácris, Baca, Brômia, Érato e Nisa que o criaram com muito esmero em uma gruta alimentando-o com mel. No monte Nisa, Dioniso teria inventado o vinho, que viria a ser muito representativo nas comemorações em honra ao deus, inclusive em competições de consumo de vinho que reuniam diversas camadas da sociedade ateniense. Conta-se no mito que Dioniso em suas andanças levou a vinha ao Egito, o que representa a propagação do culto geograficamente.

## O Calendário das Festas
O calendário grego era usado pelos magistrados da Grécia Antiga para decretar as cerimônias dos festivais religiosos e episódios sagrados, delimitando os dias exatos para serem realizadas essas cerimônias e sacrifícios. Por muito tempo, Atenas foi a cidade com o maior número de festas no mundo grego. O calendário cívico-religioso ateniense assinalava pelo menos cento e vinte dias anuais com celebrações religiosas, ou seja, uma celebração a cada três dias. Variáveis em importância e proporção, essas festas eram um meio de integração da sociedade grega. Atenas, como uma pólis com muita influência no mundo grego, acabou disseminando as suas festas por varias colônias gregas. Na região da Ática, os festivais dionisíacos ocorriam principalmente no inverno até o começo da primavera, que são os meses de dezembro até março.
Em Atenas, os cinco festivais dionisíacos ocorriam, espaçadamente, durante todo o ano: as Lenéias em janeiro-fevereiro, as Antesterias em fevereiro-março, as Dionisías urbanas ou Grandes Dionísias em março-abril, as Oscofórias na segunda quinzena de outubro e as Dionisías rurais em dezembro-janeiro.

## A Pólis Ateniense e as Festas Dionisíacas

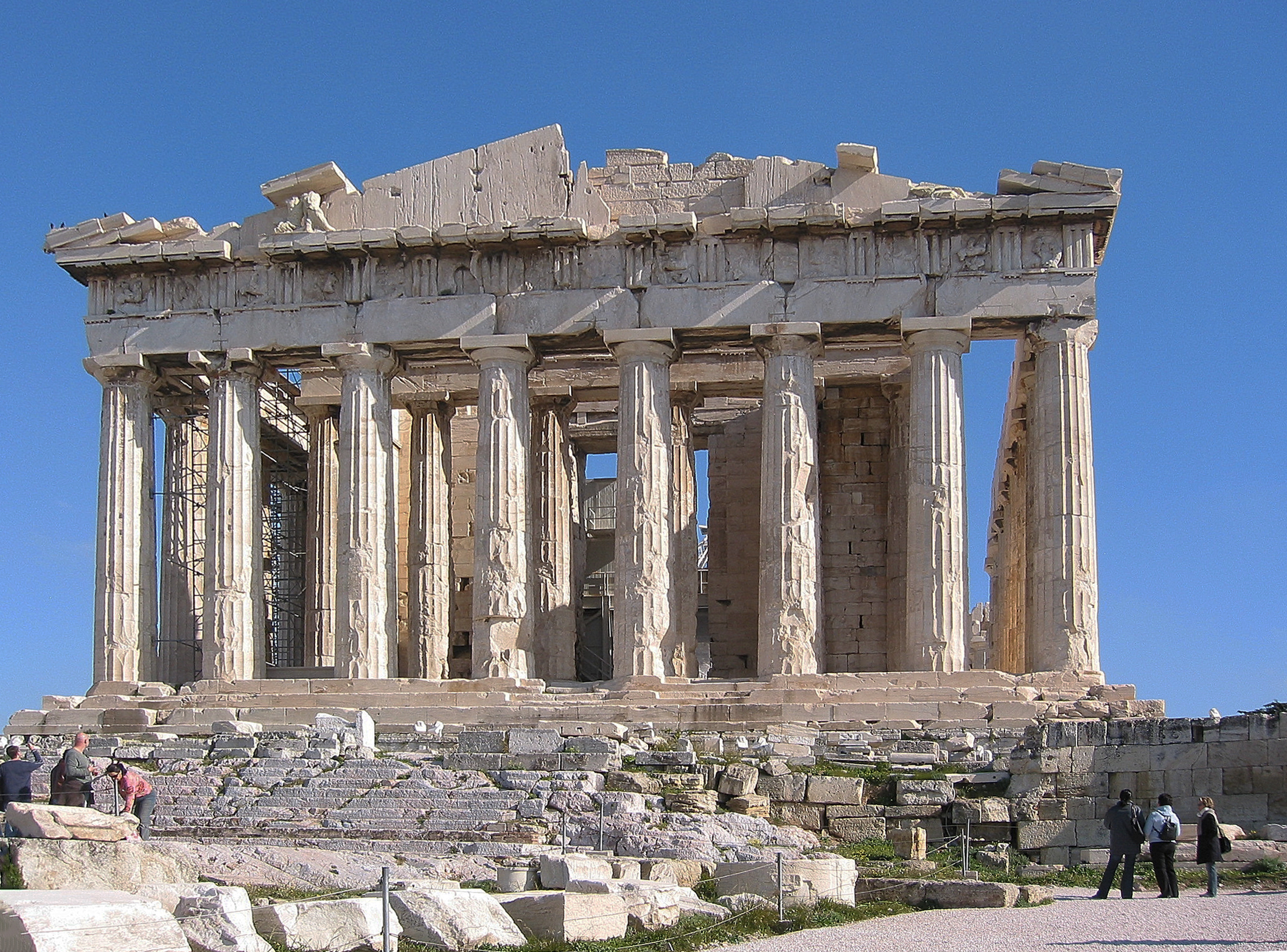
Partenon, símbolo de Atenas

A definição grega para festa é muito complexa. Essa palavra vem do grego heorté e tinha conotação de “deleite, alegria, celebração”. As festas para os gregos são uma forma de interação social, de exercer a política e a religião.  Além disso, as festas na Grécia antiga tinham um significado de união sagrada, de ligação entre os homens e os deuses através de determinados rituais, como as faloforias, destinadas a Dioniso. Talvez por esse motivo seja difícil discernir um governo totalmente laico, apesar de ao mesmo tempo ter ocorrido um importante processo de institucionalização.
A pólis ateniense está diretamente vinculada à religião; esta, por sua vez, liga o seres humanos com o seres divinos, através de mitos, por exemplo. Os mitos são parte muito importante da tradição dionisíaca. Eles são uma forma de fixar a consciência na população e trazem o conceito de dionisismo, o culto em honra a Dioniso, onde os participantes do festival tinham a chance de interagir de forma divina com Dioniso. Os mitos eram veiculados a praticamente todos os passos do cotidiano ateniense: a mitologia estava nas cerimônias religiosas, nas obras literárias, na cerâmica, na escultura, na pintura, nos conhecimentos partilhados.  Das ligações míticas e políades com as Festas em homenagem a Dioniso vai surgir o teatro grego com a tragédia e a comédia. A tragédia nasce das animações ditirâmbicas e a comédia se desenvolve a partir dos cantos fálicos.  Os espetáculos em homenagem a Dioniso fizeram do teatro grego um espetáculo de interação e coesão na sociedade grega.
Os cultos dionisíacos eram muito comemorados por classes baixas da sociedade, como estrangeiros, escravos e mulheres. Os festivais em honra a Dioniso foram pouco a pouco ganhando espaço no calendário da Ática. As mudanças públicas, como a ideia do homem cidadão, as transformações políticas, como a transição do regime tirânico para o democrático, unido com a popularidade de Dioniso, fizeram com que ele se tornasse um deus em ascensão, conquistando, assim, um status de divindade cívica.
No equinócio da primavera, em março, eram celebradas as Dionísias Urbanas, a maior festa em honra a Dioniso. Elas não eram apenas um espetáculo para os atenienses. No início da primavera, os mares já estavam mais propícios à navegação e as cidades gregas recomeçavam a interagir entre si. Um exemplo disso é uma cerimônia que acontecia nas Dionísias Urbanas onde as cidades coligadas da Liga de Delos tinham que pagar tributos a Atenas a fim de reafirmar a sua superioridade diante das outras cidades-estados, uma vez que havia maior número de estrangeiros na solenidade. No período após o inverno, os mares ficavam mais propícios à navegação e em razão disso muitos estrangeiros chegavam para participar do festival. Eles vinham para Atenas não somente em razão das festas, mas também para fazer negócios e propaganda de suas cidades-estados. Neste festival também ocorriam homenagens aos órfãos de soldados que morreram lutando pela pólis e aos estrangeiros que serviram Atenas.
Em contrapartida, as Leneias, por acontecerem em um período de difícil navegabilidade marítima era um evento doméstico, onde participavam cidadãos e até metecos. Aos metecos era concedida a participação nas representações teatrais e no coro, sendo uma forma de mostrar a importância do crescimento econômico deste grupo para a pólis.

## A Origem da Comédia, da Tragédia e do Drama Satírico

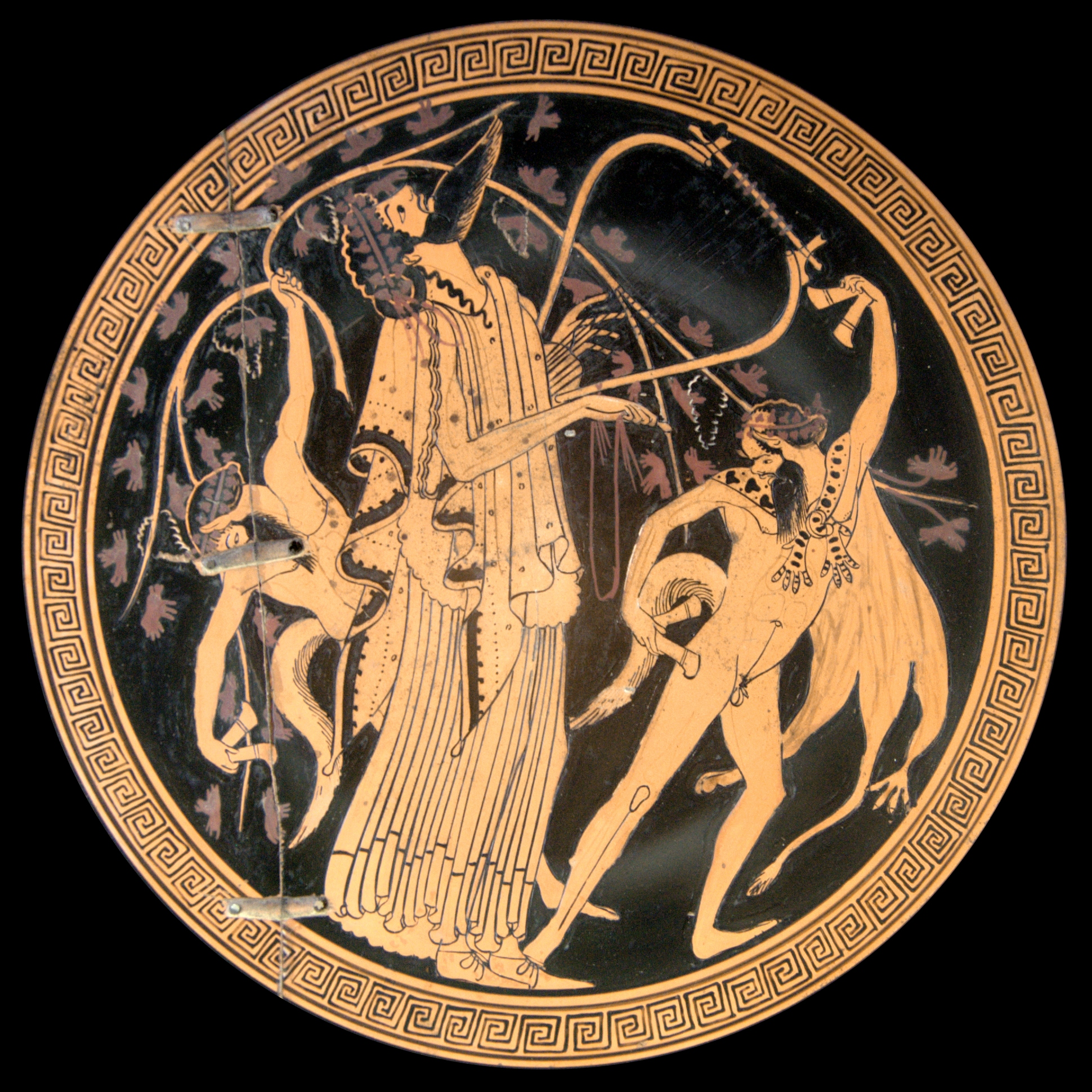
Sátiros de Dioniso

Das festas dionisíacas surgem três gêneros literários: a comédia, a tragédia e o drama satírico. Ambos os gêneros comédia e tragédia tinham espaços nos festivais das Leneias e Dionisíacas Urbanas, entretanto a visibilidade e o crédito eram diferentes. As comédias tinham maior espaço nas Leneias, por volta de 442 a.C. foram oficialmente admitidas neste festival, já as tragédias iniciaram-se nas Grandes Dionisíacas, durante a tirania de Pisístrato, mais ou menos por volta de 533 a.C.. A partir dessas manifestações ao deus do vinho, como uma homenagem da cidade – Atenas – surge o teatro. 
As representações cômicas aconteciam no festival das Leneias. A comédia surge do kômos, uma procissão que passava por várias cidades. Caracterizava-se pelo seu teor engraçado e importunava muitos residentes e viajantes para contar contos cômicos. Posteriormente, durante a primeira metade do século V a.C., a comédia ganha caráter literário, em regiões dóricas como Mégara e Sicília. Ao fim da Guerra Médica, a comédia é oficialmente incluída nos concursos atenienses. O gênero comédia tem na sua origem na ideia de liberdade de expressão e por isso era, e ainda  é, utilizada para fazer críticas a indivíduos ou até mesmo à própria sociedade.
Sobre a comédia sabemos que por volta do século IV a.C. eram produzidas em torno de cinco comédias para cada festival das Leneias. Cada poeta cômico que iria competir levava sua respectiva peça – que possuía mesma organização teatral que as tragédias: dividida entre o coro (vinte e quatro figuras, muitas vezes separados em dois grupos) e até três atores que interpretavam as partes faladas.
Outro gênero que apareceu através dos festivais em honra a Dioniso foi a tragédia. O festival das Dionisíacas Urbanas era onde esse gênero reinava. O nome tragédia significa literalmente canção do bode, do grego tragos, bode, e oidé, canto. Tem esse nome por causa da importância do bode no culto da fertilidade de Dioniso. Pelo gênero tragédia, entendemos que sua construção reúne partes líricas, cânticos e diálogos, isso fez com que a origem tradicional desse gênero – mistura de coro com atores – permanecesse. Seu surgimento se deu no âmbito das celebrações dos cânticos de ditirambo em honra a Dioniso, quando o coro começou a responder a um ator. Não é consensual, mas alguns estudos apontam que talvez a tragédia tenha começado com Téspis – por volta de 534 a.C. – com a incorporação de um hipokrites, uma espécie de intérprete que era responsável pelos monólogos e por responder ao corifeu (chefe do coro).
O drama satírico deve ter tido sua origem no fim do século VI a.C., numa peça de Prátinas em que este reúne os Sátiros de Dioniso para formar o coro, criando um novo gênero.  O drama satírico completava a tetralogia, o conjunto de quatro peças, que cada poeta trágico deveria apresentar nos concursos das Dionisíacas Urbanas. Cada concorrente apresentava uma trilogia (três tragédias) e um drama satírico. Em sua origem, as quatro peças costumavam estar relacionadas a um mesmo assunto.

## As Lenéias

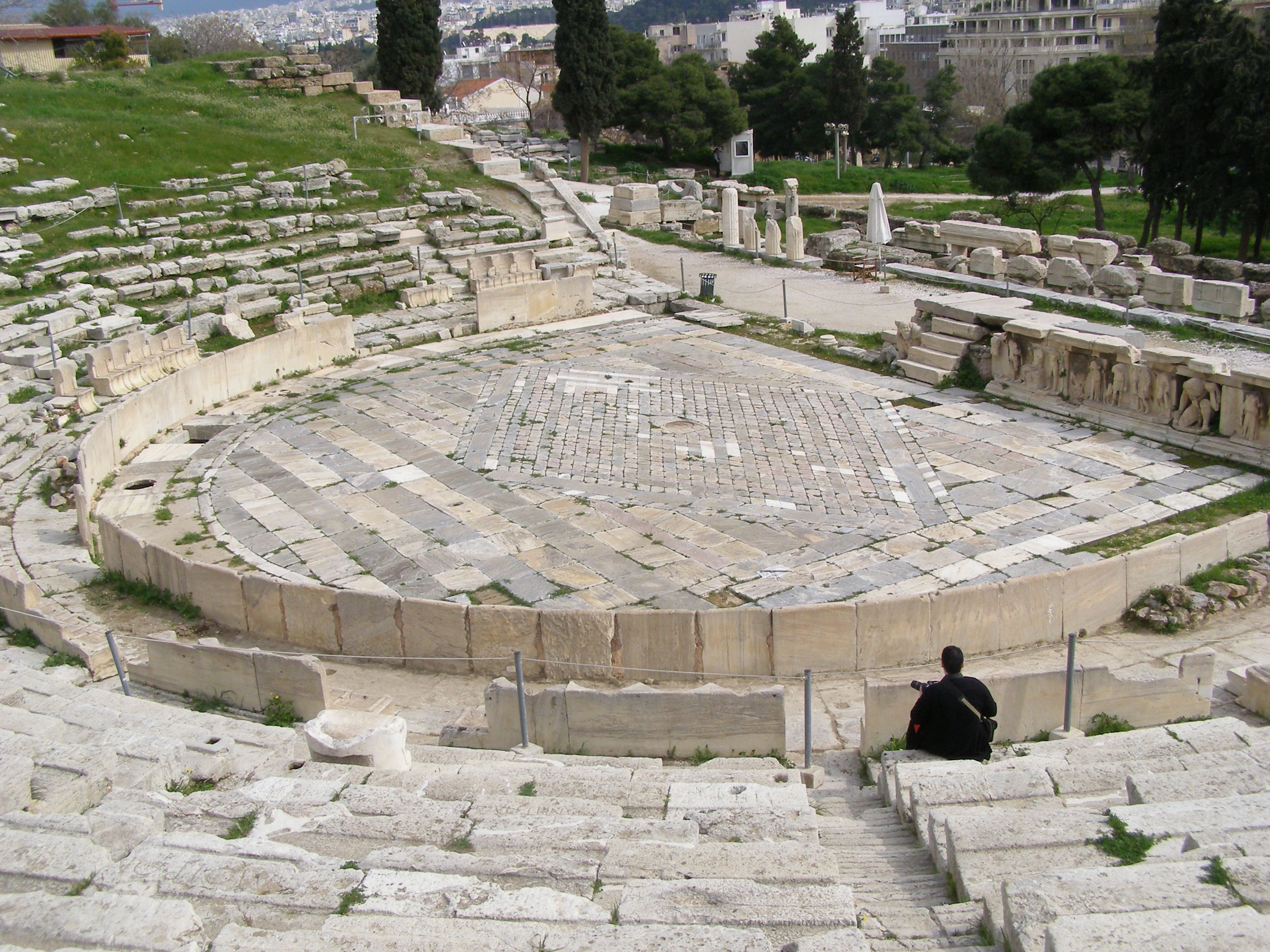
Teatro de Dioniso

No mês de Gamélion – janeiro a início de fevereiro – ocorriam as Leneias, uma celebração em honra ao deus do vinho, que consistia em uma antiga festa dos gregos jônicos. Essa festa ocorria durante um período pouco frequentado por estrangeiros na pólis ateniense, pois no inverno o mar não é navegável. Essa informação pode ser confirmada pela peça Os Acarnenses de Aristófanes: “Estamos entre nós e é o concurso das Leneias; ainda não chegaram estrangeiros... mas estamos sós agora, sem mistura”.
Este festival consistia, apesar de sabermos muito pouco sobre seus acontecimentos, em concursos teatrais de comédias e tragédias. Diferentemente das Dionisíacas Urbanas, onde reinavam as tragédias, as Leneias tinham como preferência as comédias.
Algumas pesquisas mostram que era comum serem produzidas cinco comédias para cada ano do festival – exceto durante a Guerra do Peloponeso (431 – 404 a.C.).  Isso sugere que este festival ocorria durante três a cinco dias, cada um com performances cômicas e assim por diante aumentando os números de peças para duas, três e posteriormente incluindo tragédias no repertório.
A peça cômica possuía mesma extensão que as trágicas, tinha um coro maior, de vinte e quatro figuras, muitas vezes separados em dois grupos, e um conjunto de atores que poderiam chegar até três, onde esses interpretavam as partes faladas. A escolha dos juízes para esse festival era feita através de alguns processos que evitavam fraudes. Não sabemos ao certo como ocorriam esses processos, porém o voto do júri representava a escolha de todos e por isso era necessário  imparcialidade no voto, mas acontecia dos jurados acabarem sendo influenciados pela reação da plateia. Havia uma procissão inicial supervisionada pelo Arconte Rei, que era o responsável pela maior parte dos deveres religiosos, e era acompanhado por quatro representantes eleitos pelo público. Estes por sua vez ajudariam o Arconte no que fosse preciso. O financiamento dos espetáculos podia ficar por conta dos coreutas, indivíduos que se disponibilizavam financeiramente para arcar com as despesas do coro e das produções teatrais. 
Quanto ao local desse festival, temos informações pouco confiáveis, esse é um assunto que gera muita polêmica. Segunda o estudo de Isabel Castiajo, antes do teatro de Dioniso ser construído ao sul da Acrópole, as cerimônias ocorriam no santuário de Dioniso Lminaio, ou seja em uma região pantanosa ao sul da Acrópole. Atualmente o local onde se encontra esse santuário é motivo de debates. Alguns textos afirmam que os rituais aconteciam fora dos muros da pólis, ou seja, no campo – en agrois. Outros estudiosos apontam que as comemorações das Leneias ocorriam na Acrópole,onde hoje está localizado o teatro. Entretanto nenhum vestígio foi encontrado nas escavações.

## As Antestérias

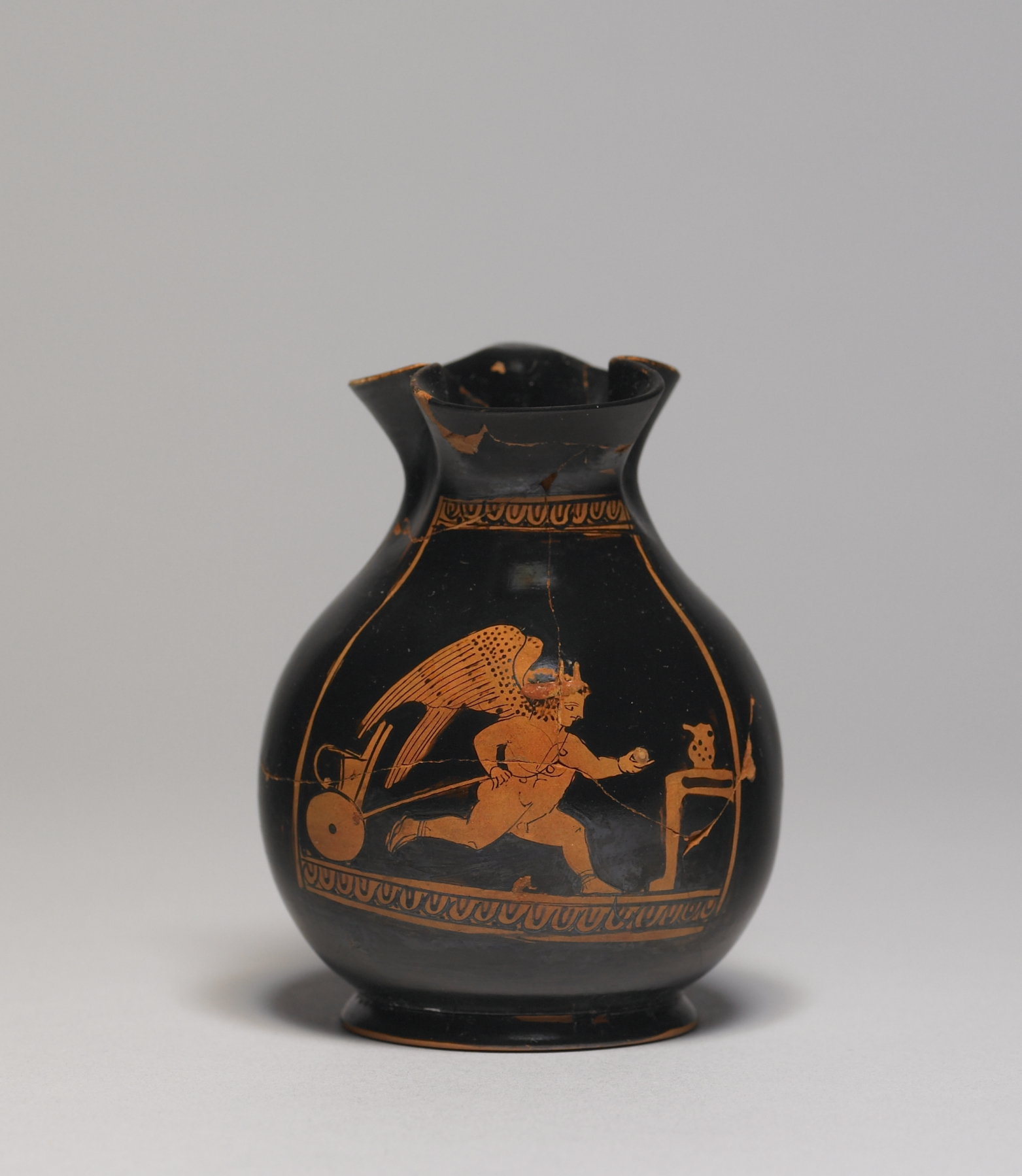
Vaso chous em figura vermelha

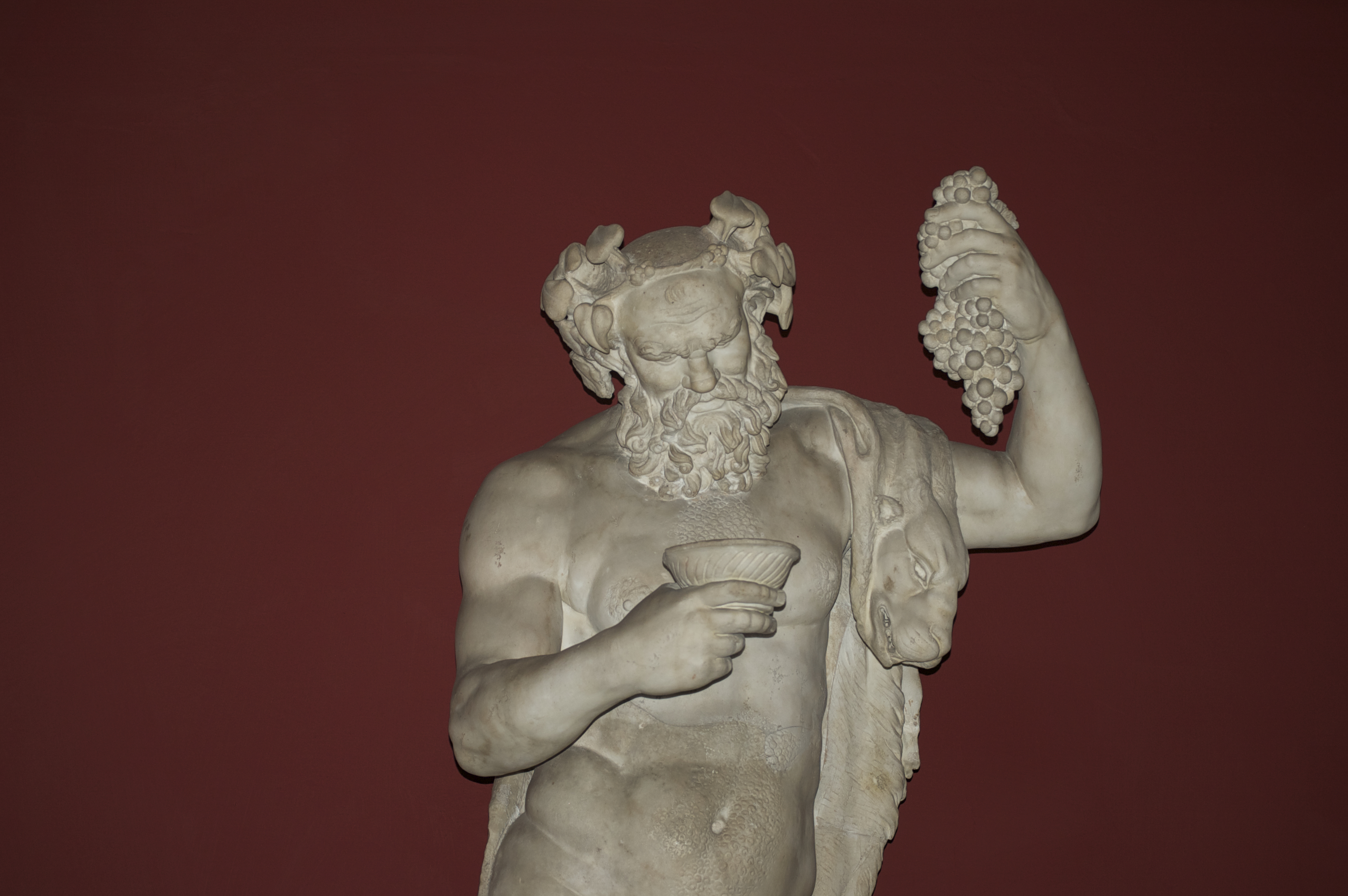
Dioniso bebendo vinho.

O festival das Antestérias, com duração de três dias, 12, 13 e 14 do mês Anthestérion, era uma celebração ao deus Dioniso e a Hermes Quitônico e marcava o fim do inverno e o início da primavera. Pode haver uma correlação entre a palavra grega ánthos e o nome dado a essa festa. Um dos significados de ánthos é flor das árvores frutíferas, por isso o nome Antestérias pode estar relacionado com o aparecimento das primeiras flores da primavera e também como a celebração dos frutos da vinha. A videira há muito tempo vinha sendo associada a Dioniso. Existe um mito no qual o corpo do primeiro amor de Dioniso, que morreu tragicamente, deu origem a vinha, que o deus adotou como sua e tomou para si a responsabilidade de dividir com os humanos seu dom.
As Antestérias são consideradas a festa dionisíaca mais antiga de Atenas e é possível que a celebração seja anterior a migração das tribos jônicas da Grécia para a Ásia Menor.  Cada um dos dias da festa tinha seu evento específico, porém todos eles eram precedidos por uma cerimônia de cunho religioso na tarde do dia anterior.
O primeiro dia da festa era denominado phithoigía, em referência aos vasos nos quais o vinho ficava armazenado. Nesse dia, depois do vinho ter fermentado por um longo tempo até se tornar saudável, os vasos da colheita realizada no último outono eram abertos, levados ao templo de Dioniso, no pântano, e lá o vinho era misturado com água. Essa mistura do vinho com a água era frequente no mundo grego, pois se acreditava que a bebida pura causava malefícios. Existe um mito que explica essa questão. Em uma de suas andanças, Dioniso hospeda-se na casa de um velho jardineiro chamado Icário, que morava com a sua filha Erígone, e em agradecimento a sua hospitalidade Dioniso conta aos dois sobre o vinho. A pedido dele, o jardineiro conta para alguns outros sobre essa nova descoberta. Dioniso não sabia da fraqueza dos humanos para o seu novo licor e em decorrência disso os pastores ficaram profundamente embriagados, causando descontrole e violência. A partir de então Dioniso determinou que o vinho deveria ser misturado com água antes de ser ingerido.
Nas Antestérias, após a phithoigía, iniciava-se uma beberagem onde os escravos poderiam também participar. Havia também a coroação das crianças de três ou quatro anos com flores. Elas também recebiam seu primeiro cântaro de vinho. Esse parece ter sido um momento muito importante na vida dessas crianças, pois alguns cântaros foram encontrados em túmulos de jovens que não chegaram a participar de suas primeiras Antestérias.  
Os principais dias das Antestérias eram o segundo e o terceiro, denominados chóes e chýstroi. Eram considerados dias “poluídos com sangue” (miaraí hemérai) por causa da presença dos gênios da morte (kéres) que voltavam ao mundo superior durante as festas e transitavam pela pólis. Nesses dias pairava na pólis um clima de poluição ritual, que inclusive gerava o fechamento dos templos, com exceção do templo de Dioniso Limnaíos. No segundo dia de festa comemorava-se bebendo por toda a cidade e também ocorriam dois concursos de beberagem, um de âmbito público e o outro era particular e em menor proporção e difundido por toda a Ática.  A competição era liderada pelo Arconte Rei e começava a partir do soar de uma trombeta. Ganhava aquele que bebesse primeiro o vinho contido na choús e o prêmio seria um odre de vinho. A competição acontecia em um banquete, que ocorria sem a ocorrência de música ou declamação de poesias.  Simultaneamente, ocorriam outros concursos de bebidas não oficiais e no final do dia os participantes colocavam as coroas ao redor do chous, recipientes feitos de cerâmica que eram usados para o consumo do vinho,  levavam as coroas à sacerdotisa do templo de Dioniso Limnaios e faziam libações com o restante do vinho. Este era o único dia em que o templo era aberto e frequentado pelos participantes da festa até o noitecer.
No terceiro dia de festejo ocorriam no templo de Dioniso Limnaíos cerimônias secretas conduzidas por quatorze sacerdotisas de Dioniso denominadas Gerairai, que preparavam o casamento sagrado da Basilinna, a mulher do Arconte Rei, com Dioniso. A cerimônia, que ocorria na casa do Arconte Rei, representava a simbiose do deus da fertilidade com a sociedade ateniense, representada pela Basilinna, garantindo assim a fertilidade a todas as mulheres de Atenas. Essa união não reflete o paradigma de casamento grego na época clássica, que consistia em um acordo econômico entre famílias. Dioniso aqui representa a figura do amante e não a do marido e pretende dissociar casamento e fecundidade.
O restante do dia era destinado ao culto dos mortos. Nele era realizado um ritual de purificação chamado katharmós, onde os indivíduos  dedicavam grinaldas no templo de Dioniso Limnaíos. Os familiares preparavam uma cesta de grãos aos seus mortos e pediam para que eles não voltassem até o ano seguinte. A relação entre o fim imposto pela morte e a renovação anunciada pela primavera e pelo início do ano agrícola é muito presente nas Antestérias.

## As Dionísias Urbanas ou As Grandes Dionísias

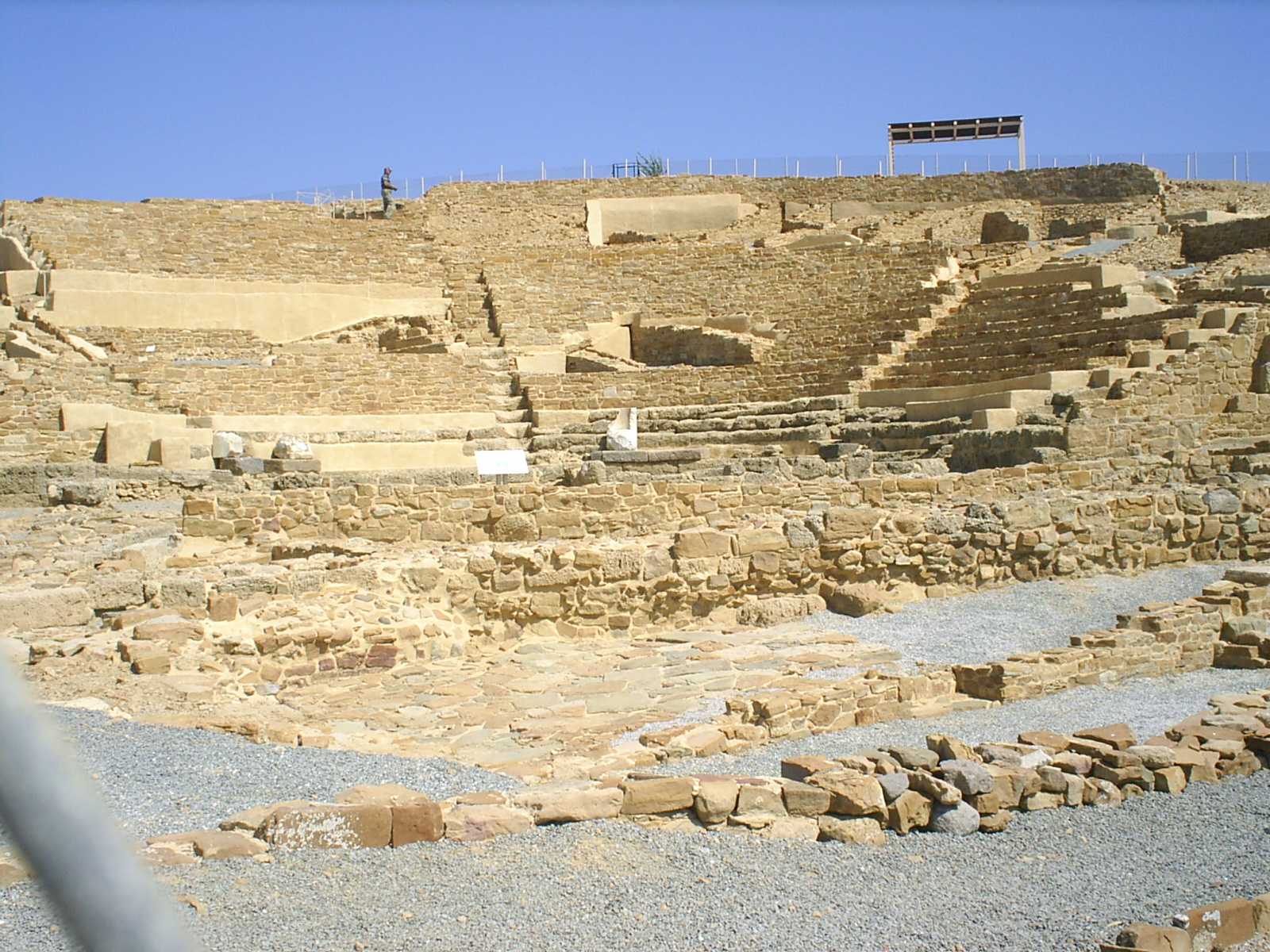
Teatro grego

Nas Dionísias Urbanas ou nas Grandes Dionísias, assim como nas Lenéias, continham na programação concursos teatrais. Antes de a festa acontecer, era realizado o próagon, momento em que as pessoas ficavam sabendo da escolha feita pelo Arconte Epônimo das peças, dos atores e dos coros que participariam do concurso.
As Dionísias Urbanas duravam seis dias: no primeiro ocorria o próagon e a pompê, no segundo e no terceiro dia o concurso de ditirambo, na passagem do terceiro dia para o quarto ocorria o komos, no quarto dia havia o concurso de comédias, no quinto e no sexto dia acontecia o concurso de tragédias onde cada competidor apresentava sua trilogia e um drama satírico.
Há certa discordância quanto a duração dos concursos ditirâmbicos, sendo possível que durassem de um a dois dias,  e de quando era realizada a pompê, se no primeiro dia junto ao próagon ou no segundo dia, sendo que nesse último  caso duraria um dia inteiro admitindo-se que  o concurso ditirâmbico duraria um único dia.
Na pompê, participavam todos os grupos da sociedade ateniense, inclusive os metecos, cada um exercendo papel diferente. Esse cortejo religioso era liderado por uma donzela da aristocracia.  A imagem de Dioniso era tirada do templo e levada em procissão, junto a todos esses grupos que caminham, dançavam e cantavam, e por fim levavam a imagem deste deus até o teatro, dando status de divino ao local.
O concurso de ditirambo envolvia dois corais de cidadãos de cada tribo ateniense, um de meninos e um de homens, cada um com cinquenta integrantes e um corego que era escolhido pela própria tribo, tendo que ser aprovado pelo Arconte Epônimo.  Os poetas podiam ser estrangeiros e eram selecionados pelos coregos. E o auleta, que ficava no meio do coro acompanhando-o, era a principio selecionado pelo poeta, sendo depois escolhido pelo corego também. Acredita-se que a partir do século IV a.C. é possível que alguns ou todos os integrantes do coro fossem profissionais inclusive quem os treinava, antes disso sabe-se que todos eram cidadãos e que era o próprio poeta que os treinava. A classificação final era dada por 10 juízes, um de cada tribo. O corego vencedor ganhava uma trípode a ser dedicada a Dioniso, construindo, ele próprio, uma base onde era escrito o nome da tribo, o seu nome e o do Arconte Epônimo do ano no qual datava a competição. A partir do século IV a.C. o nome do poeta e do auleta passam a aparecer nesses monumentos. Além disso, o poeta recebia um touro a ser sacrificado.
No primeiro dia de competição teatral ocorriam rituais como o sacrifício de um leitão e o derramamento do sangue para purificação do palco e uma série de atos com sentido cívicos, políticos e militares com generais, apresentação dos impostos, apresentação dos novos guerreiros e emancipação de escravos. Os jurados dos concursos teatrais eram escolhidos por sorteio de nomes  retirados de uma lista de cidadãos feita pelo Conselho dos Quinhentos na proporção de um por tribo ateniense. Aos sorteados era pedido que jurassem imparcialidade na escolha. Dessa forma, cada um, quando o concurso terminava, escrevia em tabuas a posição dos competidores, as mesmas eram colocadas em uma urna e novamente ocorria um sorteio para que houvesse a classificação dos participantes do concurso. Não se tem informação se era um único júri que julgava as tragédias e as comédias.
O teatro, local de apresentação das peças que aconteciam durante as Dionísias Urbanas, era composto de um palco (logeíon), que ficava à frente do local onde os atores se preparavam (skêné). Continha também a orchêstra, onde se via um altar a Dioniso e onde o coro permanecia durante as apresentações, o théatron  que era onde a plateia ficava, e por fim os párado, corredores que davam ao público acesso a seu lugar e ao coro acesso a orchêstra.
Quanto à caracterização dos atores e do coro, dependia do tipo de gênero teatral performado, ou seja, se tragédia, drama satírico ou comédia e do personagem, um rei usaria um cetro e uma capa vermelha, por exemplo. Comumente os atores usavam o chiton, uma veste jônia, que no caso da tragédia tinha mangas compridas e largas e ia até os pés, já nas comédias era bem curta, e o epíblêma (um manto). O coro, assim como os atores, vestia-se conforme o caráter da peça e seu gênero. Para finalizar a caracterização usava-se máscaras que assim como o figurino “transformavam” o ator em seu personagem.
Não há consenso sobre o público que assistia as cerimônias teatrais. Certo é que homens cidadãos participavam como espectadores das apresentações teatrais. Menores de 18 anos e escravos também poderiam participar enquanto acompanhantes. Não existe consenso, contudo, sobre a participação feminina nesse ambiente. É possível inferir que as mulheres frequentavam os teatros devido a referências meta-teatrais que mostram as atenienses sentadas nas últimas fileiras, suicidando-se por se sentirem ofendidas e até mesmo citando o que ocorria na peça teatral.
O festival acabava com o anúncio dos ganhadores e a entrega de prêmios aos mesmos. Não se sabe ao certo quais prêmios eram distribuídos e nem até que colocação, sabe-se apenas que a cabeça do poeta era cingida com uma coroa de hera.

## As Oscofórias

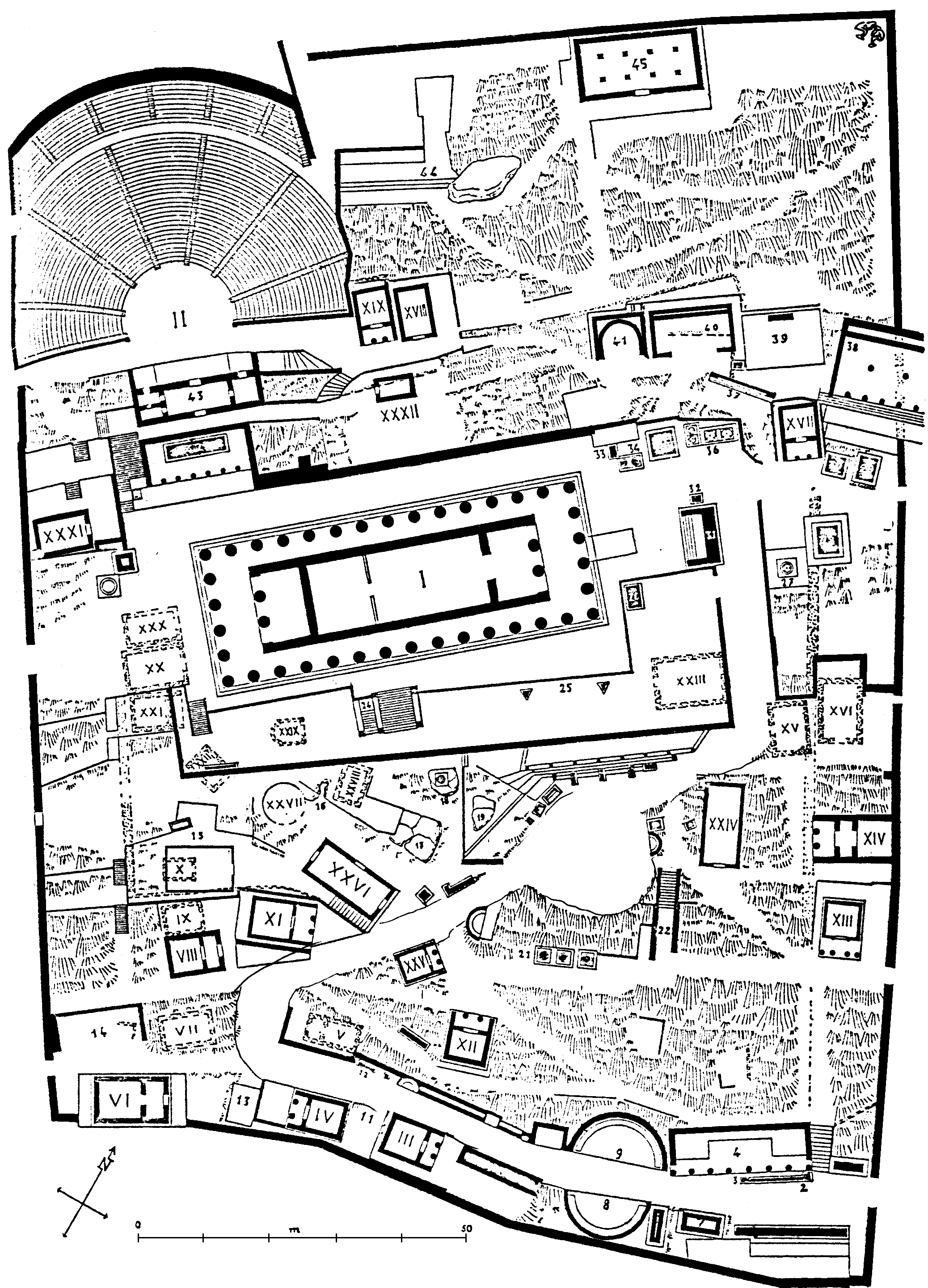
Santuário de Delfos

As Oscoforias ocorriam no mês de Pianípsion, simultaneamente a pyanopsia, festival ao deus Apolo. Observa-se aqui uma influencia do Santuário de Delfos onde esses deuses eram cultuados, Apolo no verão e Dionísio no inverno. Esse festival possivelmente ocorria durante a colheita e a preparação da uva para fazer o vinho que posteriormente seria oferecido a Dioniso. Era conduzido por dois oschoforoi.
O início se dava em algum santuário de Dioniso em Atenas, de onde os dois oschoforoi  saiam cantando, andando até chegar no santuário de Atenas Skiras, onde era o Oschoforion e ocorriam as celebrações. Há quem diga que este seja um festival de Atena e não de Dioniso. Sendo até deixado de ser citado como tal por um bom tempo.
Por ser um festival ligado a vegetação, aonde a colheita das uvas são realizadas, pode ser que ele tenha permanecido desde o período micênico até os tempos romanos, o que o caracterizaria como um das mais antigos festivais conhecidos da Grécia antiga.

## As Dionísias Rurais
As Dionísias Rurais (ta kat’agrous Dionúsia) é um festival em honra ao deus Dioniso,  sendo um dos maiores eventos do ano nos demos da Ática. Os elementos mais antigos das Dionísias Rurais podem ser datados do neolítico grego (6500-3200 a.C.), contudo o patronato de Dioniso às festas rurais, ainda que seja antigo, não remonta ao neolítico, mas sim ao século VII a.C.. As Dionísias Rurais, eram comemoradas durante o inverno grego, entre dezembro e janeiro, período que correspondia ao mês de Poseidon, o deus dos mares, no calendário grego. As Dionísias Rurais eram comemoradas em vários demos da Ática, porém em datas diferentes ao longo do mês, pois muitas pessoas iam de um local a outro para não perderem as festas.
As Dionísias Rurais eram um momento descontraído onde havia muita diversão. Existia uma atividade chamada askoliasmós, na qual as pessoas pulavam de um pé só por cima de vasos com azeite ou vinho, o que gerava muitas quedas e risadas. Além disso, havia o komos, cortejo do falo. Nesse cortejo havia também personagens fantasiados e mascarados que geravam muita agitação e barulho, e que são considerados os primórdios da comédia. Após esses momentos, o espaço era reservado para as comédias e as tragédias, as quais foram acrescentadas os ditirambos no fim do século IV a.C..

### As Faloforias

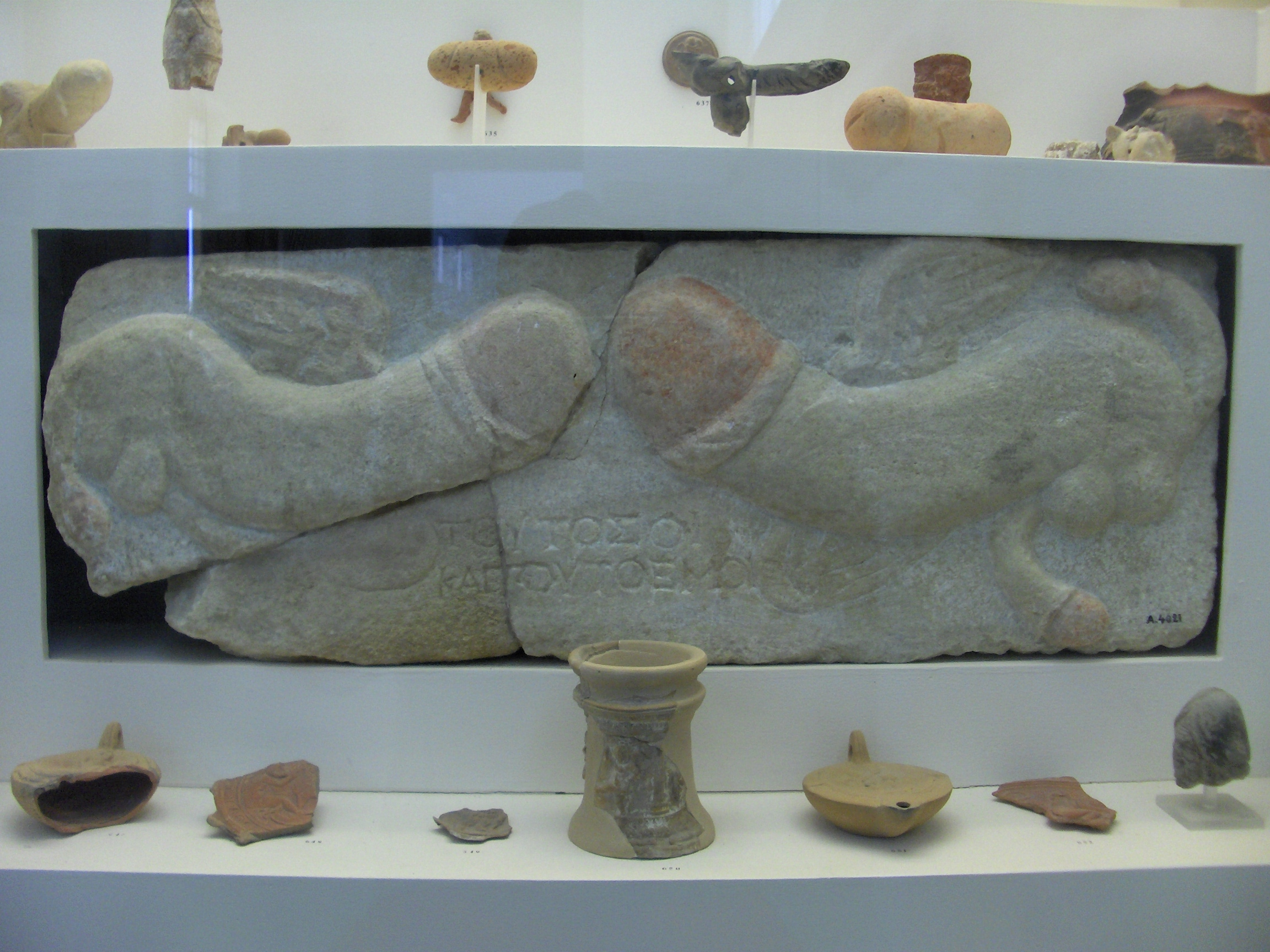
Representação de um Falo.

A parte mais importante desse festival era chamada de faloforias, ocasião em que era feito o sacrifício e o cortejo do falo seguido da proclamação de cantos obscenos e divertidos. As faloforias eram verdadeiras procissões de caráter público, que envolviam grande parte da população, desde homens, mulheres, crianças, livres e até escravos. Eram um tipo de celebração não restritas às Dionísias Rurais, pois ocorriam em toda a Grécia e com o intuito de trazer fertilidade às terras atenienses, que possuíam solos muito pobres.  Além do mais, o falo, para os gregos, era símbolo do poder gerador da natureza e por isso estava sempre presente em cerimônias ligadas tanto à fertilidade animal quanto humana. Para os sacrifícios, os animais mais utilizados eram o touro e o bode, por serem uma representação de Dioniso. Há indícios de que as faloforias seriam mais antigas que o próprio patronato de Dioniso às Dionísias Rurais. Para o historiador Heródoto, elas são contemporâneas ao culto a Dioniso e provindas do Egito. Tais comemorações seriam análogas às de Osíris, deus egípcio ligado à fecundidade da terra, à vegetação e à vida no além.

## A Lista dos Vencedores
Podemos elencar algumas vitórias do comediógrafo Aristófanes nos concursos teatrais celebrados nas Festas Dionisíacas:
- Em 427 a.C. No festival das Leneias, Aristófanes estreia com a peça Convivas e tira o segundo lugar. Esta peça não chegou até os dias atuais;
- Em 425 a.C. Os Acarnenses tira o primeiro lugar no concurso das Leneias;
- Em 424 a.C. Os Cavaleiros  concorre nas Leneias e ganha o primeiro lugar;
- Em 423 a.C.  As Nuvens concorre nas Grandes Dionísias e fica em terceiro lugar;
- Em 422 a.C.  As Vespas concorrem no festival das Leneias e obtém o segundo lugar;
- Em 421 a.C.  A Paz é classificada em segundo lugar nas Grandes Dionísias;
- Em 414 a.C. As Aves obtém o segundo lugar nas Grandes Dionísias;
- Em 405 a.C.  As Rãs obtém o primeiro lugar nas Leneias.